# Schoenefeldia transiens
Schoenefeldia transiens là một loài thực vật có hoa trong họ Hòa thảo. Loài này được (Pilg.) Chiov. miêu tả khoa học đầu tiên năm 1916.